# Asthenoctenus tigrinus
Asthenoctenus tigrinus är en spindelart som beskrevs av Cândido Firmino de Mello-Leitão 1938. 
Asthenoctenus tigrinus ingår i släktet Asthenoctenus och familjen Ctenidae. Inga underarter finns listade.